# Ugo Adriano Graziotti
Ugo Adriano Graziotti (Carpenedolo, 7 maggio 1912 – Castenedolo, 18 novembre 2000) è stato uno scultore, pittore e matematico italiano.

## Biografia

### Primi anni
Ugo Graziotti nacque il 7 maggio 1912 a Carpenedolo, in provincia di Brescia, da una famiglia di artisti.
Da ragazzo frequentò a Carpenedolo la scuola serale e festiva di disegno "Cesare Deretti" con profitto; in quegli anni ebbe come maestri prima i professori Ruggenini e Ravera, in seguito l'architetto bresciano Umberto Gardelli. Quando i pittori Vittorio e Giuseppe Trainini vennero a Carpenedolo da Brescia per affrescare e decorare il santuario del castello, conobbero Graziotti e lo vollero prender con loro.
Il Consorzio provinciale per l'Istruzione Tecnica di Brescia, su proposta del presidente (il senatore Carlo Bonardi), gli garantì una borsa di studio (ottenuta dopo la convocazione presso il Broletto di Brescia ed elargitagli per dodici anni), inviandolo a Monza affinché potesse iscriversi ai corsi dell'Istituto superiore per l'industria artistica. Qui Graziotti approfondì la tematica del nudo e, grazie all'incontro col famoso pittore Pio Semeghini, apprese la lezione del segno, tratto capace di costruire la figura nella realtà delle sue parti; in questo periodo frequentò anche dei corsi di arte pubblicitaria e di pittura con Raffaele De Grada senior. Nel 1935 conseguì il titolo di maestro d'arte.
Negli anni 1936-1941 si recò a Firenze come allievo della Reale accademia di belle arti, ottenendo la licenza del corso di scultura e la maturità artistica; in questa città conobbe famosi artisti tra cui Giuseppe Graziosi, Italo Griselli, Felice Carena e frequentò il I anno della facoltà di Architettura, che dovette lasciare per l'eccessivo lavoro, nonostante la borsa di studio gli permettesse di proseguire.
Nel 1938 vinse il premio Domenico Trentacoste, concorso nazionale di scultura. Nel 1940, a ventotto anni, si trasferì a Roma, sovvenzionato dalla Reale Accademia d'Italia, per frequentare due corsi di perfezionamento, tra cui quello di nudo all'Accademia di San Luca; questo lavoro di approfondimento gli valse il cosiddetto Premio San Luca, ovvero il premio al concorso nazionale per la figura disegnata presso l'accademia stessa.

### Maturità e trasferimento negli Stati Uniti
Nel 1942 vinse una borsa di studio di reciprocità per corso di specializzazione all'estero.
Si trasferì in Slovacchia, e dopo il 1945, finiti gli eventi bellici, tornò a Roma, dove aiutato dai sussidi governativi rinnovati di anno in anno, ottenne in seguito a un difficile concorso, uno studio a Villa Massimo, accanto a Renato Guttuso, Greco, Renato Marino Mazzacurati e altri.
Divenne in seguito professore assistente della Cattedra di figura disegnata all'Accademia di Belle Arti di Roma, e poi professore presso l'Istituto Beato Angelico per gli studi di Arte Sacra della stessa città.
Qui lo conobbe una distinta personalità statunitense che gli fece ottenere l'insegnamento presso l'Istituto d'Arte e nella Cooper School of Art di Cleveland nell'Ohio degli Stati Uniti. In Cleveland (Stati Uniti) dal 1949 insegnò e lavorò come scultore per alcuni anni, ottenendo ambiti riconoscimenti. Mentre era a Cleveland, Graziotti fece un busto in bronzo in onore del fondatore dell'Abbazia benedettina di St. Andrew. Sempre in Cleveland,  Graziotti allesetì un paio di mostre, una delle quali ebbe luogo dal 30 aprile all'8 giugno del 1951 al Cleveland Museum of Art. A mostra finita il Museo decise di acquistare, per la somma di $160 una sua scultura in piombo ossidato intitolata "Negro Head".
Vinse un premio messo in palio dalla Huntington Foundation di Pacific Palisades, per cui si trasferì in California, dove, dopo essere stato assistente professore al California College of Art and Crafts di Oakland fu professore di anatomia alla Art League of California, e dal 1958 Lettore dell'University of S. Francisco.
Qui egli insegnò e lavorò e diresse nel proprio studio una sua Scuola d'Arte.
In America egli vinse il Thiell Award per il ritratto nel 1955, e l'Anna Lee Stacey Award di Los Angeles nel 1958.
Nel gennaio del 1957 La Commissione d'Arte di San Francisco accolse i disegni per una statua di Cristoforo Colombo da essere eretta nella piccola piazza di Coit Tower, a North Beach. Tra questi progetti vi erano due disegni particolari: uno di Vittorio di Colbertaldo, di Verona, e l'altro di Adriano Graziotti, artista locale. Il San Francisco Examiner  del 24 gennaio 1956 allude al fatto che la Commissione d'Arte avrebbe respinto il progetto 'audace' di Graziotti in favore di una scultura più convenzionale progettata ed eseguita  da un personaggio che era anche amico del Console Generale d'Italia di allora—nonostante che la comunità locale fosse "fortemente opposta" al progetto vincente.
Nel mese di giugno del 1964 The Commission of Art of San Francisco  decise di bandire un Concorso internazionale per l'abbellimento della piazza del centro civico (International Competition for the Enhancement  of the San Francisco Civic Plaza). Tra la seconda metà del 1964 e i primi mesi del 1965 si iscrissero al concorso ben  1209 individui di 45 paesi del mondo: architetti, scultori, urbanisti e progettisti, di cui 545 stranieri provenienti dal Canada, dall'America Centrale e Meridionale, dall'Australia, dall'Asia, dall'Africa e dall'Europa.  Durante questo periodo furono accettati 317 progetti.  La Commissione d'Arte decise in favore del progetto di una coppia bulgara. Tuttavia alcuni Commissari dissentirono  e si associarono ai membri della Commissione Parchi che non erano favorevoli e il progetto fu respinto. E quindi la Piazza del Centro Civico restò com'era.  Tra i 1209 concorrenti vi era anche Graziotti che conosceva benissimo La Piazza perché, a quell'epoca, aveva il suo studio al numero civico 1254 di Market Street, vicinissimo alla Piazza del Centro Civico. Questo modello di Graziotti è intitolato: Il genio della Terra conquistatore dello spazio, ed è stato depositato nella Bancroft Library dell'Università della California - Berkeley il 26 maggio 1965.
Nel 1966 il Pacific Science Center di Seattle gli diede l’incarico di fare una ricerca sulla partizione dello spazio euclideo. La ricerca era sponsorizzata da The Puget Sound Artists and Science Project. Il risultato fu una serie di pubblicazioni - inclusa An Historical Chart of Polyhedra del 1966.
Al suo ritorno in Italia nel 1970, Graziotti stabilì la sua residenza a Roma. Lì, il 15 giugno 1982, divenne "Membro effettivo" o Membro ordinario del Senato dell'Accademia Internazionale dell'Arte Moderna (A.I.A.M.) nonché Presidente del suo Co.S.P.A., o Commissione di Studi per la Programmazione Artistica. Giunto a Roma, decise di donare i suoi modelli di poliedri in legno di balsa alla Sovraintendenza Antichità e Belle Arti di Roma. Ora i 116 modelli sono nella collezione permanente del Museo della matematica del Comune di Roma.
Questi 116 modelli includono i poliedri platonici e i loro doppioni (10), i poliedri di Archimede e i loro doppioni (26), i poliedri di Leonardo (20) e i loro poliedri complementari a stella (10), i poliedri stellati e i loro doppioni (22), i poliedri di Graziotti (3), i Prismi di Archimede (10), gli Antiprismi di Archimede (5), i Prismi e antiprismi stellati (10). È interessante notare che i gruppi di poliedri sopra menzionati sono ulteriormente distinti per colore. Graziotti ha lasciato 24 di questi modelli nel colore naturale del legno di balsa, e ha dipinto i restanti 92 modelli in dieci diversi colori: giallo (31), rosso (20 - ed esclusivamente per i poliedri di Leonardo--), verde (15), oro (8), ecc. Questa "classificazione" ha lo scopo di fungere da sottogruppo, cioè di disporre i modelli in classi matematiche e, allo stesso tempo, di servire da referente storico.
Le fotografie di questi 116 modelli in legno di balsa sono state pubblicate in un catalogo dal titolo: Polyhedra. I Poliedri della donazione Adriano Graziotti, a cura di Wilma di Palma, Àrgos Edizioni, Roma 1994, 144 pp.
Poco prima del suo ritorno in Italia Graziotti progettò ed eseguì, nel 1966, l'illustrazione An Historical Chart of Polyhedra.
Il Giornale di Brescia registra ogni sua vittoria: ad esempio lo mostrò in foto vicino a un monumento al compianto presidente statunitense John F. Kennedy, di cui fece una scultura per la città di Sacramento [?], capoluogo della California.  Graziotti è stato nominato delegato degli Stati Uniti del Collegio lombardo dei periti, esperti e consulenti, e l'Istituto internazionale svizzero di scienze ed arti, l'ha voluto suo membro onorario a vita.
Nel 1955 rientrato in Italia per una breve visita, ritorna a Carpenedolo a salutare «il suo caro paese» e viene accolto con entusiasmo e affetto dalla popolazione, dagli amici e dalle Autorità. In quell'occasione promise che avrebbe donato a Carpenedolo un suo autoritratto in segno di riconoscenza e di ricordo. Con lettera del 15.11.1959 informava il Sindaco di aver mantenuto la promessa e di avere spedito in apposita cassetta il quadro dal titolo: «Autofigure di U.A.Graziotti» e alla lettera allegava un vaglia di 100 dollari per la cornice e nella stessa spiegava dettagliatamente il significato del quadro.

### Ritorno in Italia
Nell'estate del 1967 Graziotti decise di lasciare San Francisco e si trasferì a Seattle, nello stato di Washington, dove passò oltre tre anni. Durante questo periodo Graziotti, tra l'altro, contribuì eseguendo vari disegni per un volume di antropologia intitolato Atlas of primate gross anatomy: baboon, chimpanzee,  and man, curato dal noto antropologo Daris Ray Swindler della University of Washington. Inoltre eseguì anche dei disegni anatomici per in Centro Primati della Facoltà di Medicina della stessa università. Frequente visitatore dello zoo di Seattle, egli venne affascinato dal famoso gorilla Bobo fino al punto di farne una scultura. A Seattle, oltre alle diverse mostre che fece, Graziotti continuò le sue ricerche e  tenne anche dei corsi a Tacoma. Nello stesso tempo continuò anche le sue opere di pittura, tra le quali vanno annoverati Arpeggio, e Motion in color, Il manifesto per pubblicizzare  la mostra al Frye Art Museum; tra gli schizzi, Il Concetto di un museo per gli elefanti a Port Gamble (WA), e tra i ritratti soprattutto quello dei giovani Doug Park e sua sorella.
Seattle è anche conosciuta come la città dei totem. Nel 1970, Poco prima della sua partenza da Seattle per tornare in Italia, Graziotti realizzò un dipinto chiamato appunto Totem. Si tratta di una pittura molto grande, firmata e datata, nel fronte e nel retro, dove spicca la figura di un grande salmone. Il Totem di Graziotti è oggi posseduto da un privato di Seattle.
Nell'autunno del 1970 giunse alla drastica decisione di abbandonare gli Stati Uniti d'America e far ritorno nella vecchia casa paterna a Carpenedolo. Dal 1972 al 1974 insegna presso il liceo statale di Lovere (BG) da dove si dimetterà perché mal retribuito.
Rimane a Carpenedolo fino all'ottobre 1975 quando, a seguito di un matrimonio, trasferisce la residenza a Castenedolo BS. Anni fa egli ha inviato al comune di Carpenedolo e all'Ateneo Bresciano un suo volume di studi sui poliedri Archimedei.

### Graziotti e Fleurent
Una delle caratteristiche di Graziotti era quella di essere un assiduo epistolografo. Il suo metodo epistolografico ricorda quello dei grandi personaggi del Rinascimento, i quali quando scrivevavo lettere mantenevano sempre una copia precisa della lettera inviata. Si potrebbe benissimo testimoniare che Graziotti faceva esattamente questo. Tra i corrispondenti di Graziotti si può annoverare il matematico belga Gilbert Marc Fleurent, dell'Abbazia di Averbode, non lontana da Brussels. La loro corrispondenza epistolare è durata più di quindici anni, come afferma lo stesso Fleurent, nell'Omaggio che egli dedica a Graziotti: "During the years 1978--1994 I was in correspondence with Ugo Adriano Graziotti". Archiviato il 1º febbraio 2021 in Internet Archive. Il vincolo che univa i due matematici era basato proprio sui poliedri, e nell'omaggio Fleurent mostra dieci tavole dei poliedri di Graziotti, aggiungendo in alcune di esse i suoi poliedri (vedi l'omaggio al link sopraelencato).

## Mostre
- 1936  Carpenedolo
- 1942  Bratislava
- 1947  Quadriennale d'Arte Nazionale, Roma
- 1948  Cleveland, IA
- 1949  Cleveland, «Cleveland Museum of Art», 04 maggio—12 giugno 1949. ‖ Detail:
- - ● ◇   Bronze Head of Dr. Hrusovsky, Scupture in bronze, 1949  -
  - ● ◇  Terracotta Head of Father  Sprinc, Sculpture, 1949 -
  - ● ◇   The Wrestlers
  - ● ◇   Head of Negress
  - ● ◇   Portrait of Negress # 1
  - ● ◇   Portrait of Negress # 2
  - ● ◇   Figures in Movement
  - ● ◇   Self Portrait, 1946 (34 anni). oil
  - ● ◇   Study of a girl's head
  - ● ◇   Composition
  - ● ◇   Dying Niobide, Sculpture, 1949
- 1950  Cleveland, «Art Colony»
- 1950  Cleveland, «Art Colony» (2)
- 1950  Taos (NM), «Blue Color Gallery»
- 1951  Santa Fe, «Art Museum»
- 1951   Cleveland, «Cleveland Museum of Art»
- 1952  Cleveland, «Cleveland Museum of Art», 30 aprile-8 giugno
- 1952  Cleveland, «Vixeboxe Art Gallery»
- 1952  Cleveland, «Ten-Thirty Gallery
- 1953  Los Angeles
- 1954  S. José , «Villa Montalvo»
- 1954  Saratoga, CA
- 1954  S. Francisco, «De Young Museum» e «Art League»,
- 1956  S. José, «Rosa de la Cruz Art Gallery»
- 1956  Sacramento, «Crocker Art Gallery»
- 1956  S. Francisco, «Xanadu Art Gallery»
- 1962  San Francisco, «Academy of Sciences»
- 1964  «Jack Tar Gallery»,
- 1969  Seattle, «Frye Art Museum», 13 agosto—3 settembre  1969. ‖ Detail: 
  - ◇ Seated model, 1942, blue paper, tempera, cm. 34 x 16
  - ◇ Draped fugure, 1942, ink and tempera, cm. 38 x 28
  - ◇ Primates and [female] homo sapiens, 1943, green ink, cm. 35.5 x 30
  - ◇ Hands of Learning, 1943, tempera and blue paper, cm. 14 x 9
  - ◇ The Farmer man, 1844, mixed medium, cm. 40 x 35
  - ◇ The fortune teller, 1944, sepia ink, cm. 25 x 20
  - ◇ Self-portrait, 1946, oil, cm 35 x 28
  - ◇ Cemetery Gate, Karlova Ves, Bratislava. 1945 India ink and gouache, cm. 18.5 x 25.5
  - ◇ Study in African beauty, 1949, blue ball-pen on paper, cm. 17 x 13 (Following signature a note in Graziotti's hand: Ritratto di una gran   bella moodella negra (portrait of a very beautiful negro female model)
  - ◇ Beauty in lead, sculpture, hammered lead,  h. cm. 41
  - ◇ Crouching female nude, 1957, India ink on blue paper, cm. 34 x 27
  - ◇ Woman in double mask, 1961, India ink, cm. 24 x 19
  - ◇ Portrait of Mrs. Dana Tarbox, 1969, sculture, terracotta, h. cm. 36
  - ◇ Cat drowsing, 1974, pencil, cm. 16 x 21
- 1969  Seattle,  «Pacific Science Center»
- 2018  Roma, Biblioteca Angelica, 23 gennaio-10 febbraio: «Adriano Graziotti. Un genio italiano nel segno di Leonardo»

## Pubblicazioni
- Polyhedra: The Realm of Geometric Beauty, San Francisco, 1962.
- Disegni di Ugo Graziotti, con Giorgio Nicodemie, 1963, 18 pagg
- An Historical Chart of Polyhedra, 1966
- A critical Analysis of a Bust Attributed to Benvenuto of Cellini, 1959
- Poliedri Sorgenti inesauribili di Design, di U. Adriano Graziotti, Castenedolo (BR), 1977.
- Adriano Graziotti by Augusto Giordano, Roma, Studio Effe, 1986.
- Hermetica Geometria, Simmetria Editore, Roma, 2004
- Le Cupole Geodetiche, Simmetria Editore, Roma, 2012
- Polyhedra.Harmonices Mundi, Simmetria Editore, Roma, 2012, 174 pp.
- I Quadrati magici, Simmetria Editore, Roma, 2014
- Geometria e Alchimia. Da Pitagora a Graziotti, di Claudio Lanzi, Simmetria, Roma, 2018, 76 pp.

## Opere principali
- Icosaedro stellato
- Autofigure
- Hermetica geometria
- Busto di J. F. Kennedy
- Bimbo assetato (Scultura collocata nell'atrio del Municipio di Carpenedolo, in Piazza Europa, nel centro storico di Carpenedolo, BS)
- Negro Head, 1951, sculpture (oxidized lead)
- Kathi, disegno privato, San Francisco, 1962
- Idolo esotico Archiviato il 15 gennaio 2021 in Internet Archive., scultura
- Fr. Gregory Vaniscak OSB, Busto in Bronzo
- http://users.belgacom.net/gc169763/Graziotti/Doc7_bestanden/image004.jpg[collegamento interrotto], La Ballerina -Scultura in Bronzo  (h. cm. 120), 1976
- Totem (dipinto eseguito a Seattle nel 1970)
- http://users.belgacom.net/gc169763/Graziotti/Doc7_bestanden/image002.jpg[collegamento interrotto], pittura (cm. 80 x 80), 1985
- Vortice Archiviato il 16 gennaio 2021 in Internet Archive., Pittura, 1986

### Icosaedro stellato
Veduta spaziale dell'icosaedro stellato solido alla maniera di Adriano Graziotti. Esso è costituito da 20 tetraedri regolari e da 12 piramidi pentagonali rette, ognuna delle quali si compone di cinque triangoli "sublimi" vale a dire costruiti con l'osservanza della sezione aurea tra la lunghezza dello spigolo e quella della base.

### Autofigure
(Adriano Graziotti)

### Hermetica geometria
Le figure geometriche pitagorico-euclidee nella loro generazione, interpenetrazione, combinazione, prospettiva e proporzione. Figure come elementi platonici. Oltre 700 disegni originali.